# Communauté de communes Seine-Mauldre
La communauté de communes Seine Mauldre (CCSM) est une ancienne communauté de communes française, située dans le département des Yvelines et la région Île-de-France. 

## Historique
Constituée autour d'Aubergenville, elle a été approuvée en octobre 2004 par le préfet des Yvelines. Sa création est effective le 7 décembre 2004.
Elle est dissoute le 31 décembre 2015, compte tenu de la création de la communauté urbaine Grand Paris Seine et Oise le 1er janvier 2016.

## Composition
La communauté de communes Seine-Mauldre rassemble les communes suivantes :
| Nom                   | Code Insee | Gentilé         | Superficie (km2) | Population (dernière pop. légale) | Densité (hab./km2) |
| --------------------- | ---------- | --------------- | ---------------- | --------------------------------- | ------------------ |
| Aubergenville (siège) | 78029      | Aubergenvillois | 8,83             | 11 470 (2014)                     | 1 299              |
| Aulnay-sur-Mauldre    | 78033      | Aulnaysiens     | 2,23             | 1 152 (2014)                      | 517                |
| Nézel                 | 78451      | Nézellois       | 1,31             | 1 118 (2014)                      | 853                |

## Démographie
| 2011   | 2012   | 2013   |
| ------ | ------ | ------ |
| 15 163 | 14 971 | 13 846 |

Précédemment, Bouafle et Flins-sur-Seine y étaient rattachées puis ont intégré la Communauté d'agglomération Vexin Centre Seine Aval.

## Compétences
- Aménagement du territoire (qui est une compétence obligatoire des communautés de communes), 
  - développement et entretien des zones d’activité,
  - création de voies communautaires,
  - équipements sportifs,
  - plan de déplacement urbain,
  - étude de transports publics intercommunaux.
- Social :
  - petite enfance (crèches, haltes-garderies, relais assistances maternelles),
  - troisième âge (aide au maintien à domicile),
- élimination et valorisation des déchets,
- sécurité : police municipale.

## Fiscalité
La communauté prévoit d'appliquer un régime de taxe professionnelle unique, dont le taux devrait atteindre 11,7 % dans les six ans.